# Astragalus feensis
Astragalus feensis är en ärtväxtart som beskrevs av Marcus Eugene Jones. Astragalus feensis ingår i släktet vedlar, och familjen ärtväxter. Inga underarter finns listade i Catalogue of Life.